# ADtranz

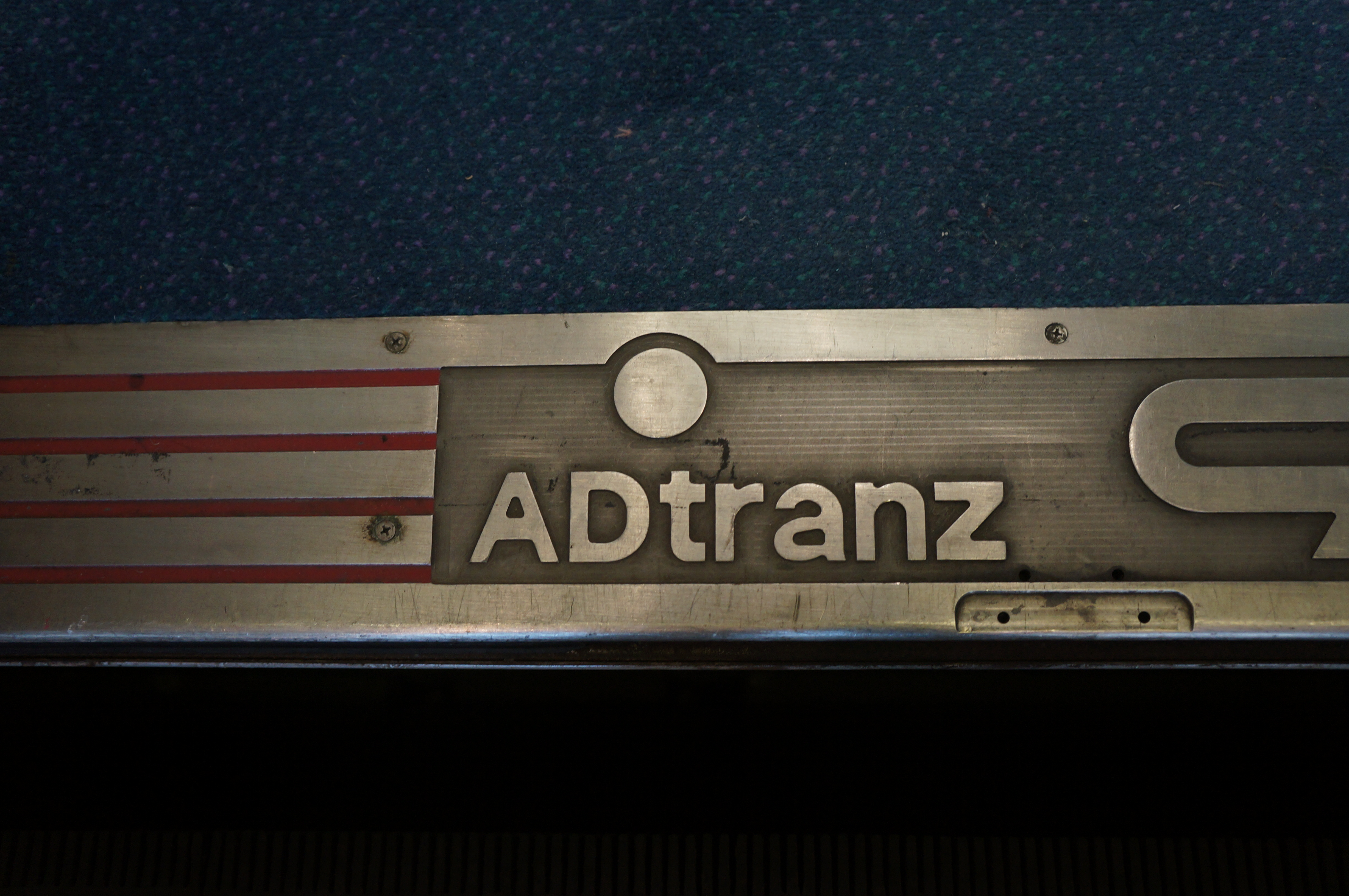

ADtranz(ABB Daimler-Benz Transportation)는 ABB와 다임러-벤츠의 철도 차량 사업 부문을 합병하여 1996년 1월 1일에 창립한 회사이다. 약 40개국에서 22,000명을 고용하였던 당시 세계 최대의 철도 차량 제작 업체였다. 1999년 7월 1일 ABB의 지분을 다임러에서 인수하여 다임러의 자회사 다임러크라이슬러 레일 시스템(DaimlerChrysler Rail Systems)으로 이름이 바뀌었다. 브랜드 이름으로는 ADtranz를 계속 사용하였다.
여러 차량 제작소의 합병으로 회사가 탄생하였다.
- AEG 헤니그슈도르프, 독일
- ASEA, 스웨덴
- SLM, 스위스
- 라인스탈 AG, 독일
- 브라운 보베리 시에(Brown Boveri & Cie), 스위스
- 쉰들러 와곤 AG, 독일
- 와곤 유니온, 독일
- 오에를리콘, 스위스
- 티센 AG, 독일
- 헨셸, 독일

1999년 스위스에 있었던 공장 2곳을 폐업하였고, 지역 주민들의 반대로 인하여 2001년 다른 철도 차량 제작 회사에서 인수하였다. 2000년 8월 4일 다임러크라이슬러에서는 캐나다의 봄바디어에 철도 차량 사업부를 매각하기로 하였다. 2001년 4월 3일 유럽 의회의 승인을 얻으면서 일부 사업 부문을 매각하였다. 2000년 12월 중순에는 독일 남부에 있었던 사업소를 폐쇄하였다. ADtranz의 이름으로 생산한 마지막 차량은 뉘른베르크 공장에서 생산된 DB 423/433 084 차량이다.